# Société coloniale philanthropique de Sénégambie
La Société coloniale philanthropique désigne une tentative de colonisation agricole en 1817 au Sénégal, par une compagnie française privée, qui « eut à peine un commencement d'exécution ». 
Fondée en 1814, elle s'adressait à des « militaires et employés qui avaient tous souffert des froissements occasionnés par les évènements politiques de 1814 », c'est-à-dire à la chute de Napoléon. À la même époque se crée la Vine and Olive Colony, également pour des fidèles de l'empereur. Elle s'inspire du nom d'une autre société fondée par un fidèle de Bonaparte, le capitaine Jean-François Landolphe, la société coloniale philanthropique d'Ouère en Afrique dans le royaume du Bénin.
Après l'occupation anglaise des comptoirs sénégalais durant les guerres de l'Empire (de 1809 à 1817), Londres venait de les rendre à la France. Le but de la compagnie était de fonder des colonies agricoles et par ce moyen d'abolir entièrement la traite négrière et de civiliser les Africains, tout en recourant à l'esclavage sur place. Le premier établissement devait être formé sur la presqu'île du Cap Vert, à quatre lieues de l'île de Gorée. 
En mars 1817, elle faisait partir du Havre un premier navire La Belle Alexandrine, avec à bord 175 personnes, dont 20 femmes et 10 enfants, sous la direction du capitaine de frégate Cornette de Vénancourt. Agronomes et ouvriers agricoles improvisés, ils débarquent le 12 avril, deux mois avant la mauvaise saison et s'installent à l'emplacement de ce qui est aujourd'hui Dakar pour y cultiver riz, canne à sucre, coton et indigo. La plupart succombèrent aux maladies et une partie d'entre eux mourut à l'hôpital de Rochefort. Six des colons voulurent rester sur la presqu'île mais durent partir à leur tour. 
La Société coloniale philanthropique de Sénégambie était composée de trois classes de blancs, les actionnaires, les souscripteurs et les engagés :
- Le titre d'actionnaire, pour lequel les colons devaient verser une somme de mille francs, donnait droit à une concession de deux cent cinquante hectares, un « nègre domestique » pendant trois ans, et des vivres pendant une année. Le colon devait acquérir des esclaves noirs pour défricher et faire valoir sa concession.
- Les souscripteurs étaient aussi actionnaires, mais leur mise de fonds, plus modeste ne leur donnait droit qu'à vingt-cinq hectares de terre.
- Les ouvriers, que la société transportait à ses frais dans la colonie, formaient la classe des « engagés », un terme qui sera repris ensuite pour les esclaves affranchis utilisés plus tard dans l'agriculture sénégalaise. Nourris, logés et vêtus par l'administration, pendant trois ans, ils devaient travailler exclusivement pour la société.

Tous les hommes furent organisés en compagnies, pour constituer une espèce de garde nationale, sous le commandement d'un chef de bataillon et de quatre capitaines. L'expédition ne comptant que 175 hommes, qui ne parvinrent pas à exploiter correctement les cultures vivrières, elle fit un fiasco. Il fallut rapatrier les colons et le 24 novembre 1817, la société est déclarée illégale et interdite.